# Procès de Mauthausen

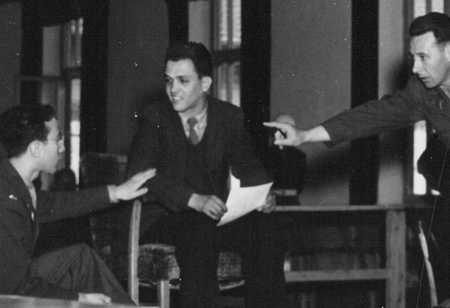
Ancien détenu du camp, le photographe Francesc Boix, témoignant lors du procès de Mauthausen-Gusen à Dachau, en 1946.

Le procès de Mauthausen ou procès de Mauthausen-Gusen est une série de deux procès concernant 69 anciens SS ayant travaillé dans le camp de concentration de Mauthausen lors de la Seconde Guerre mondiale. Ils furent jugés par le tribunal du gouvernement militaire américain à Dachau, entre le 29 mars et le 13 mai 1946, puis du 6 août au 21 août 1947. Parmi eux figuraient August Eigruber, ancien Gauleiter de Haute-Autriche, et quelques anciens gardiens du camp de concentration de Mauthausen-Gusen.

## Premier procès de Mauthausen
Le premier procès du personnel de Mauthausen-Gusen s'est tenu dans le camp de concentration de Dachau entre le 29 mars et le 13 mai 1946. Parmi les accusés, 60 anciens membres de l'administration du camp, August Eigruber, ancien Gauleiter de Haute-Autriche, Viktor Zoller (ancien commandant du bataillon de sécurité SS-Totenkopf), les médecins Friedrich Entress (membre de la SS et médecin ayant pratiqué des expériences médicales sur des centaines de détenus, tuant la plupart d'entre eux avec des injections de phénol) et Erich Wasicky (en), chargé de remettre le Zyklon B au responsable (docteur Eduard Krebsbach) des chambres à gaz. Le commandant du camp, Franz Ziereis, avait été abattu par les Américains deux semaines après la libération du camp.
Ils ont été accusés de crimes de guerre, accusation englobant l'assassinat, la torture et les mauvais traitements envers les détenus. Après six semaines de procès, tous les accusés ont été reconnus coupables. 58 ont été condamnés à mort par pendaison (9 ont été remis en liberté conditionnelle et leurs peines ont été transformées en emprisonnement à perpétuité) et trois ont été condamnés à la réclusion à perpétuité. Toutes les exécutions se déroulèrent le 27 et le 28 mai 1947 dans la prison de Landsberg.

### Accusés
1. August Eigruber – Peine de mort
2. Viktor Zoller – Peine de mort
3. Dr Friedrich Entress – Peine de mort
4. Hans Altfuldisch – Peine de mort
5. Josef Riegler – Peine de mort
6. Willy Brünning (Gusen) – Peine de mort
7. Emil Müller – Peine de mort
8. Kurt Keilwtz – Peine de mort
9. Franz Kautny (de) – Peine de mort
10. Johannes Grimm (société DEST - carrière Wienergraben) – Peine de mort
11. Adolf Zutter (en) – Peine de mort
12. Dr Eduard Krebsbach – Peine de mort
13. Heinrich Häger – Peine de mort
14. Hans Spatzenneger – Peine de mort
15. Otto Striegel – Peine de mort
16. Werner Grahn – Peine de mort
17. Dr Willy Jobst – Peine de mort
18. Georg Gössl – Peine de mort
19. Hans Diehl – Peine de mort
20. Paul Kaiser (Gusen) – Peine de mort
21. Dr Waldemar Wolter (de) – Peine de mort
22. Gustav Kreindl – Peine de mort
23. Willy Eckert – Peine de mort
24. Hermann Pribyll – Peine de mort
25. Josef Leeb – Peine de mort
26. Dr Wilhelm Henkel (de) – Peine de mort
27. Kapo Willy Frey – Peine de mort
28. Leopold Trauner (société DEST - Gusen) – Peine de mort
29. Wilhelm Müller – Peine de mort
30. Heinrich Eisenhöfer – Peine de mort
31. Andreas Trumm – Peine de mort
32. Rudolf Mynzak – Peine de mort
33. Erich Meissner – Peine de mort
34. Kapo Rudolf Fiegl (Gusen) – Peine de mort
35. Josef Niedermayer – Peine de mort
36. Julius Ludolf (en) – Peine de mort
37. Hans Hegenscheidt (de) – Peine de mort
38. Franz Huber – Peine de mort
39. Dr Erich Wasicky (en) – Peine de mort
40. Theophil Priebel – Peine de mort
41. Kaspar Klimowitsch (Gusen II) – Peine de mort
42. Heinrich Fitschok (Gusen II) – Peine de mort
43. Anton Kaufmann (société DEST - Gusen) – Peine de mort
44. Stefan Barczay (de) – Peine de mort
45. Karl Struller – Peine de mort
46. August Blei – Peine de mort
47. Otto Drabeck – Peine de mort
48. Vinzenz Nohel (de) – Peine de mort
49. Thomas Sigmund (Gusen) – Peine de mort
50. Heinrich Giese (Gusen) – Peine de mort (commuée en prison à vie)
51. Walter Höhler (de) – Peine de mort (commuée en prison à vie)
52. Adolf Rutka (Gusen) – Peine de mort (commuée en prison à vie)
53. Ludwig Dörr (Gusen II) – Peine de mort (commuée en prison à vie)
54. Viktor Korger (Gusen II) – Peine de mort (commuée en prison à vie)
55. Karl Billman (Gusen II) – Peine de mort (commuée en prison à vie)
56. Herbert Grzybowski (Gusen) – Peine de mort (commuée en prison à vie)
57. Wilhelm Mack (Gusen) – Peine de mort (commuée en prison à vie)
58. Ferdinand Lappert (Gusen) – Peine de mort (commuée en prison à vie)
59. Michael Cserny – Prison à vie
60. Paul Gützlaff (Gusen) – Prison à vie
61. Josef Mayer – Prison à vie

## Deuxième procès de Mauthausen
Le deuxième procès du camp de Mauthausen débute le 6 août 1947. Au total, 8 anciens membres de l'administration du camp sont également accusés de crimes de guerre. Le 21 août, le verdict tombe. Quatre nazis sont condamnés à mort par pendaison, un à la réclusion à perpétuité, deux à des peines de courte durée et un est acquitté. Les exécutions ont lieu le 10 août 1948.

### Accusés
1. Franz Kofler – Peine de mort
2. Gustav Petrat – Peine de mort
3. Michael Heller – Peine de mort
4. Kapo Quirin Flaucher – Peine de mort
5. Emil Thielmann – Prison à vie
6. Hermann Franz Bütgen – 3 ans de prison
7. Arno Albert Reuter – 2 ans de prison
8. Stefan Lennart – Acquitté